# Amélia Rodrigues
Amélia Rodrigues è un comune del Brasile nello Stato di Bahia, parte della mesoregione Metropolitana de Salvador e della microregione di Catu.